# 索科利夫卡 (利京區)
49°16′7″N 27°51′40″E / 49.26861°N 27.86111°E
索科利夫卡（烏克蘭語：Соколівка），是烏克蘭的村落，位於該國西南部文尼察州，由文尼察區負責管轄，始建於1620年，面積0.09平方公里，海拔高度311米，2001年人口145，人口密度每平方公里1,542.55人。